# State Fair (pel·lícula de 1933)
 State Fair és una pel·lícula estatunidenca dirigida per Henry King, estrenada el 1933.

## Argument
Una família del cor dels Estats Units participa en una fira agrícola. Durant la fira, el cap presenta un porquet en el concurs pel millor reproductor i la seva mare, un plat de carn en el concurs de cuina.
Durant la fira, els dos fills de la parella s'emboliquen amb altres participants en aventures amoroses, grans desacords i petits drames.

## Repartiment
- Janet Gaynor: Margy Frake
- Will Rogers: Abel Frake
- Lew Ayres: Pat Gilbert
- Sally Eilers: Emily Joyce
- Norman Foster: Wayne Frake
- Louise Dresser: Melissa Frake
- Victor Jory: Hoop Toss Barker
- Frank Craven: Un comerciant

## Premis i nominacions

### Nominacions
- 1934. Oscar a la millor pel·lícula
- 1934. Oscar al millor guió adaptat per Paul Green i Sonya Levien